# Eupsilia unicolor
Eupsilia unicolor är en fjärilsart som beskrevs av Schultz. Eupsilia unicolor ingår i släktet Eupsilia och familjen nattflyn. Inga underarter finns listade i Catalogue of Life.